# Ảnh tự chụp

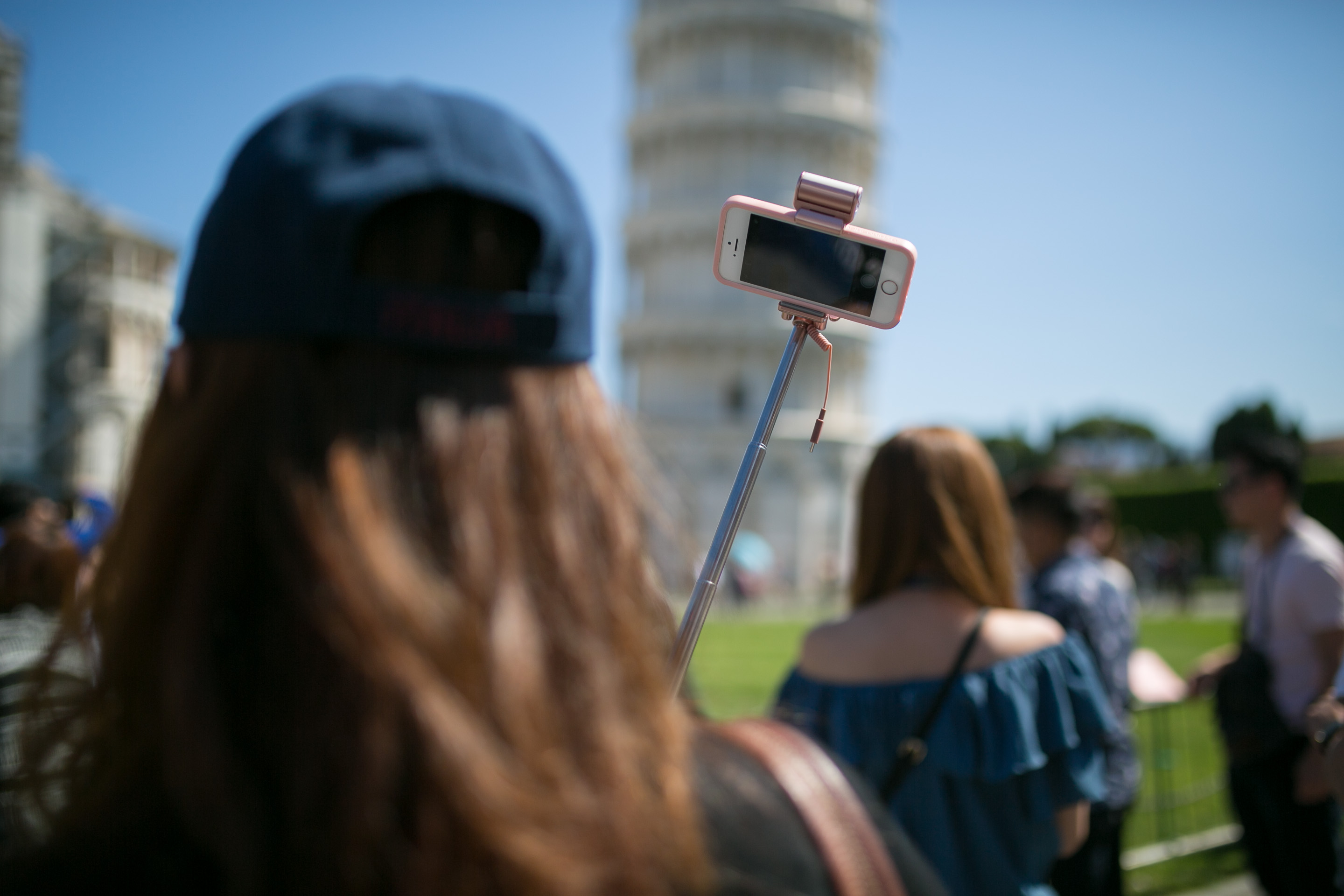
Một cô gái tự chụp hình với gậy hỗ trợ tự chụp ảnh trước tháp Pisa, Ý

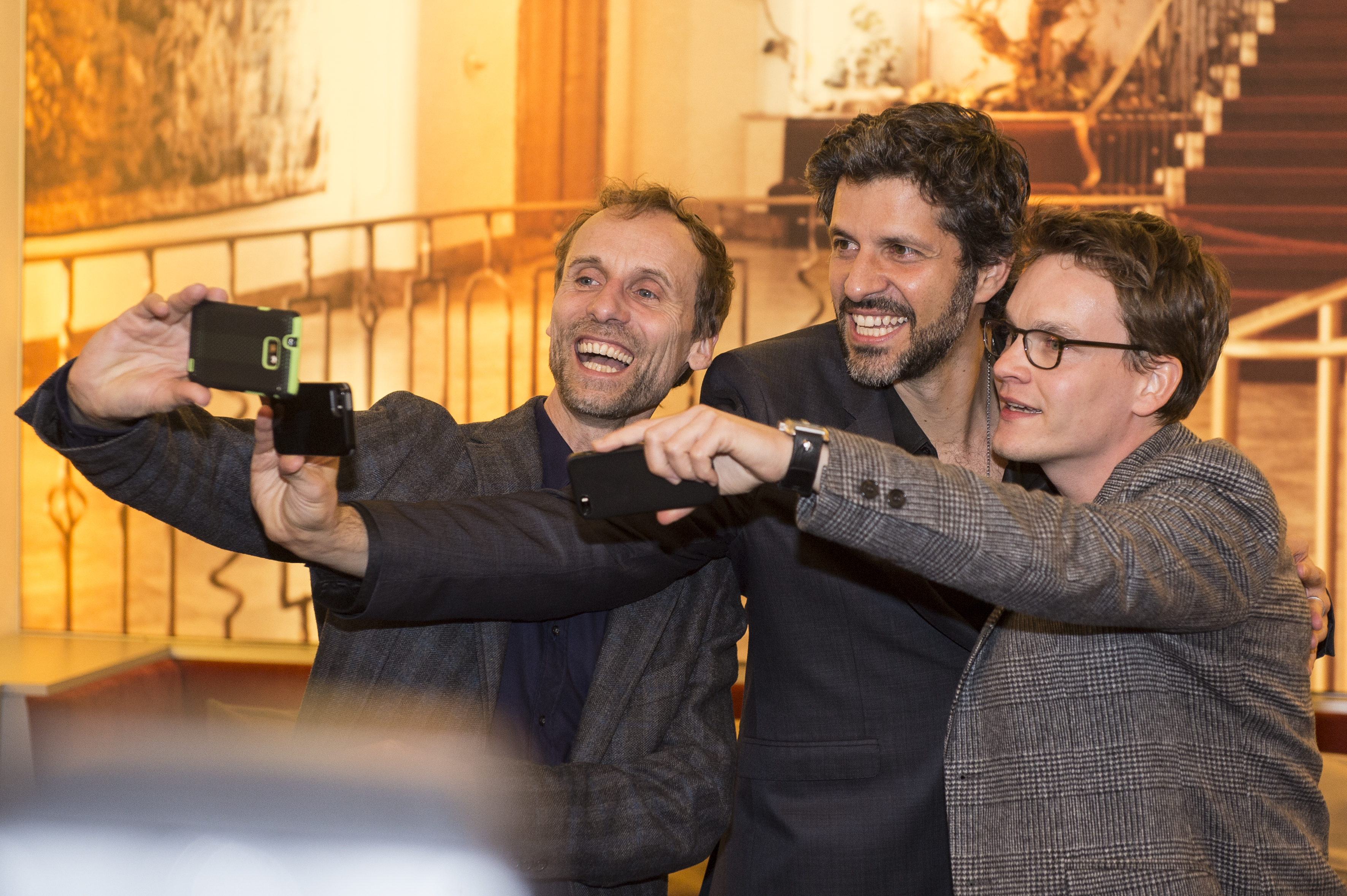
Tự chụp ảnh

Ảnh tự chụp hay là tự chụp ảnh chân dung, trong ngôn ngữ thông tục còn gọi là "ảnh tự sướng", "chụp ảnh tự sướng" hoặc đơn giản là "tự sướng" (selfie) là một từ vựng dùng để mô tả về một bức ảnh kỹ thuật số tự chụp, thường được thực hiện bằng máy ảnh kỹ thuật số, điện thoại thông minh hoặc webcam của các thiết bị điện tử di động, có thể cầm trên tay hoặc được hỗ trợ bởi gậy hỗ trợ tự chụp ảnh, sau đó thường được chia sẻ trên phương tiện truyền thông xã hội, thông qua các dịch vụ mạng xã hội như Facebook, Twitter, Snapchat và Instagram.
Từ này xuất phát nguyên thủy ở tiếng Anh với tên gọi là Selfie mà có nguồn gốc sâu xa từ diễn đàn mạng ở Úc vào năm 2002 xuất phát từ một bức ảnh của người đàn ông đang say xỉn. Từ selfie được tạo thành bởi từ "self" (bản thân) và hậu tố "ie". Tiếng Anh - Úc thường hay thêm hậu tố "ie" vào các từ tiếng Anh - Anh hoặc Anh - Mỹ và người ta tin rằng chính người Úc đã sản sinh ra từ Selfie.
Tuy không phải là một từ mới nhưng phải tới năm 2013 này, người ta mới biết tới từ này một cách rộng rãi. Trong năm 2013, từ này xuất hiện liên tục trên mạng Internet, đặc biệt là các trang mạng xã hội, trở thành một từ thông dụng và thời thượng.

## Lịch sử và từ nguyên
Từ lâu trong lịch sử đã xuất hiện việc vẽ tranh chân dung, tranh bán thân để mô tả về hình ảnh của mình và chỉ những nhân vật hoàng gia, vương giả, quyền quý mới có đủ tiền để thuê họa sĩ về thực hiện những bức tranh theo kiểu tranh chân dung. Tuy nhiên với sự tiến bộ của khoa học kỹ thuật, người ta chỉ cần sở hữu một chiếc điện thoại thông minh, hiện đại có chức năng quay phim chụp hình thì người ta có thể tự tạo ra vô số ảnh tự chụp. Từ một khái niệm ban đầu chỉ bó hẹp trong lĩnh vực hội họa, giờ đây, chụp ảnh chân dung đã trở thành một thú vui phổ biến trong cuộc sống đời thường.
Mặc dù việc tự chụp ảnh chân dung đã có khoảng từ năm 1839, khi Robert Cornelius chụp một bức ảnh của mình bên ngoài cửa hàng của gia đình ông ở Philadelphia. Việc tự chụp ảnh cũng phổ biến trong những năm 1970, khi máy ảnh Polaroid (Máy chụp ảnh tự rửa ảnh tức thời) phát triển mạnh và giải phóng các nhiếp ảnh gia nghiệp dư không còn bị lệ thuộc vào các phòng tối rửa ảnh. Nhưng cho đến sự ra đời của kỹ thuật số, kết quả của việc chụp ảnh là hình ảnh mới trở nên thật sự có ngay tức thời, và cho đến khi các máy ảnh kỹ thuật số nhỏ gọn được phát minh, selfie đã bùng nổ phổ biến và trở thành hiện tượng toàn cầu.
Ở Phương Tây, thuật ngữ selfie được ghi nhận xuất hiện lần đầu vào tháng 9 năm 2002 trên một diễn đàn mạng ở Úc khi một người đàn ông sau khi say rượu đã bị trượt cầu thang và rách môi. Người đàn ông này đã tự chụp hình ảnh của chính mình sau vụ tai nạn, đăng lên diễn đàn và gọi đó là một selfie. Chính mạng xã hội đã giúp cho "selfie" trở thành từ vựng phổ biến. Việc chụp ảnh tự chụp đăng lên trang cá nhân đã trở thành nhu cầu rất thiết yếu của nhiều người và nó phản ánh chính xác một thị hiếu, một xu hướng mới trong đời sống xã hội hiện đại.
Năm 2004, Nhà xuất bản Oxford University Press của Anh đã thành lập một danh hiệu "Từ khóa của năm" (Word of the Year) Từ khóa tiếng Anh này không nhất thiết phải được tạo ra trong vòng một năm nhưng nó nhất định phải là từ khóa nổi bật nhất, đáng chú ý nhất trong năm đó. Và theo thống kê của chính nhà xuất bản này thì từ "selfie" đã được sử dụng trong năm 2013 nhiều hơn tới 17.000% so với năm 2012. Theo một thống kê, từ "selfie" được sử dụng trung bình khoảng 150 triệu lần trong vòng một tháng. Trước đây, chưa có từ khóa nào có thể trở thành một "hiện tượng từ vựng" phổ biến rộng rãi như từ này trong năm 2013. Từ khóa này đã lập nên kỷ lục về tần suất sử dụng trong cộng đồng những người sử dụng tiếng Anh và vì vậy nó đã được ban biên tập Oxford English Dictionary bình chọn là từ khóa của năm 2013.
Một biến thể từ "selfie" là "wefie", có nghĩa là chụp hình nhóm, nhiều người trong khi selfie thường chỉ có nghĩa là tự chụp một mình, từ ngữ này ban đầu được đăng ký thương hiệu của Samsung tại Hoa Kỳ để giới thiệu loạt máy ảnh NX có góc rộng của hãng.

## Ảnh hưởng xã hội
Tiến sĩ Mariann Hardey, một giảng viên tại Đại học Durham cho biết: "Ảnh tự chụp đang cách mạng hóa cách chúng ta thu thập thông tin tự thuật về bản thân và bạn bè". Bà cũng nói: "Việc này cũng giống như luôn luôn làm mới lại chính mình. Đó là một phần mở rộng của quá trình xây dựng và hoàn thiện tự nhiên của bản thân. Đó là về trình bày bản thân một cách tốt nhất... là một khía cạnh của hoạt động tìm hiểu về chính bản thân mình...". Nhiều người cho là việc tự chụp ảnh và lưu giữ kỷ niệm cũng như những thay đổi của bản thân như là "một nhật ký trực quan" để có thể nhìn lại và xem lại mình tại một thời điểm cụ thể, là một bài tập trong việc ghi lại những kỷ niệm riêng và biểu đồ quá trình cuộc sống của chúng ta, là khám phá bản sắc của bản thân ở dạng kỹ thuật số. Một trong những tác dụng phụ có thể là vì con người quan tâm hơn bao giờ hết về cách mình thể hiện, cũng như về trào lưu xã hội, và như một hệ quả, sự nhìn nhận của xã hội chỉ đến khi thế giới bên ngoài chấp nhận cách chúng ta nhìn.
Nhưng selfie cũng đem lại nhiều phiền phức và hệ lụy không mong muốn (như khi những hình ảnh riêng tư bị phát tán nhanh chóng trên mạng), đôi khi không được những người chung quanh tán đồng. Đã có những tai nạn làm người bị thương nặng và tử vong đã xảy ra trong quá trình, hoặc liên quan trực tiếp đến việc selfie. Báo The Telegraph đã viết rằng, trong năm 2015, nhiều người đã chết khi selfies hơn là bởi các cuộc tấn công của cá mập.
Một số quốc gia, trong đó có Ấn Độ đã cấm hàng loạt ứng dụng selfie vì lo ngại về an ninh và  lo ngại về quyền riêng tư và bảo mật. Từ năm 2020, Ấn Độ đã cấm 267 ứng dụng và năm 2020 cấm tiếp 54 ứng dụng.

## Hình ảnh

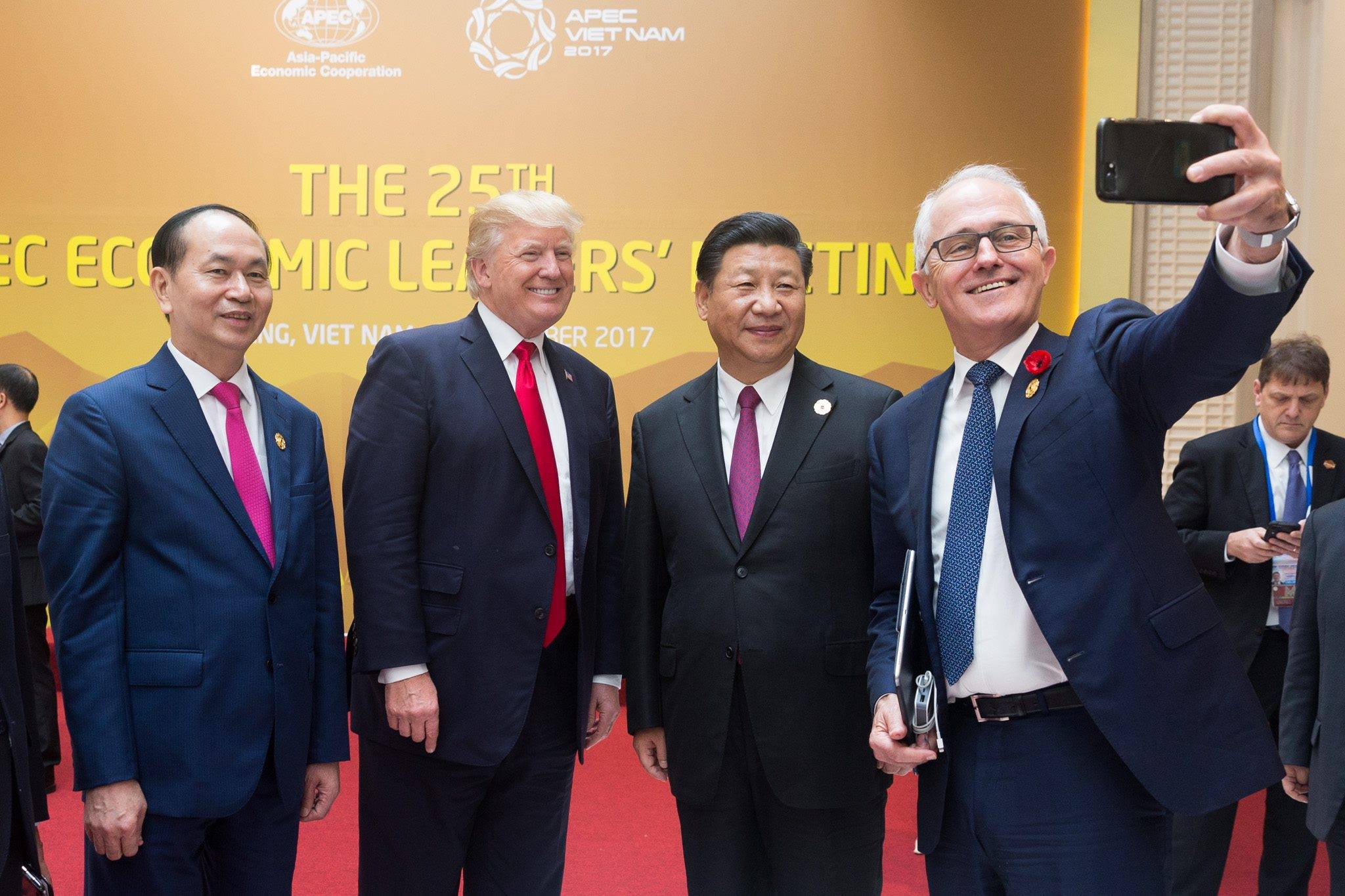
Thủ tướng Australia Malcolm Turnbull tự chụp ảnh với Chủ tịch nước Việt Nam Trần Đại Quang, Tổng thống Hoa Kỳ Donald Trump, Chủ tịch Trung Quốc Tập Cận Bình tại APEC Việt Nam 2017.
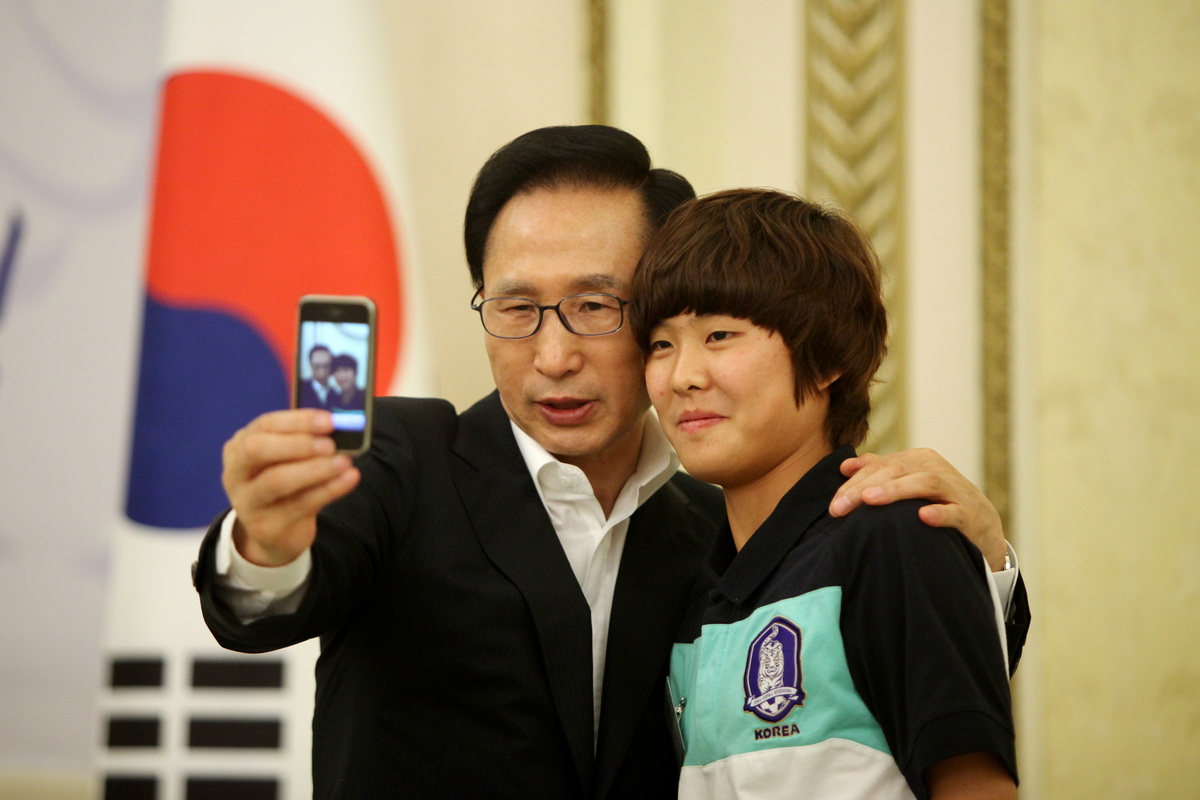
Tổng thống Hàn Quốc Lee Myung-bak chụp hình theo yêu cầu của nữ cầu thủ Ji So-yun
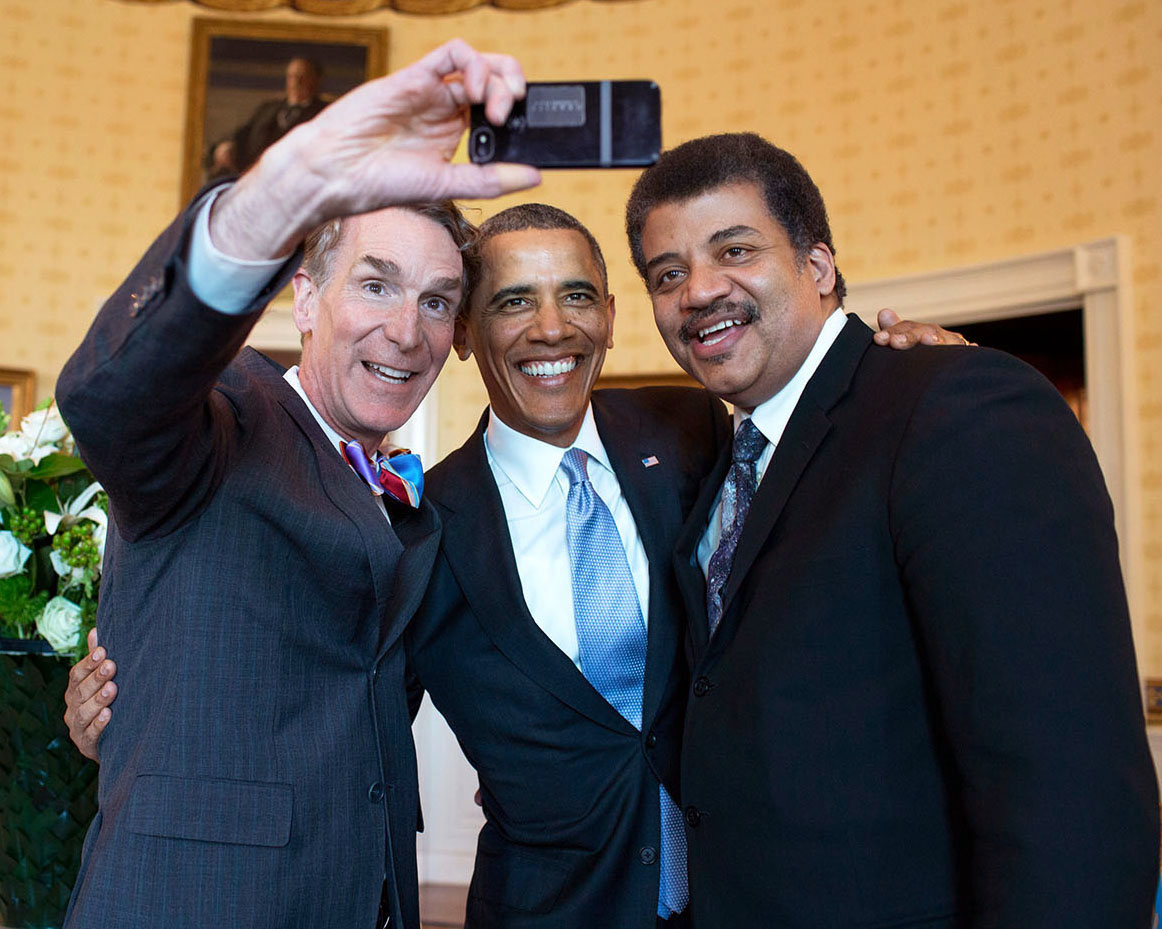
Nhà khoa học và điều khiển chương trình truyền hình Bill Nye tự chụp hình với Tổng thống Hoa Kỳ Barack Obama và nhà vật lý học Neil deGrasse Tyson, năm 2014
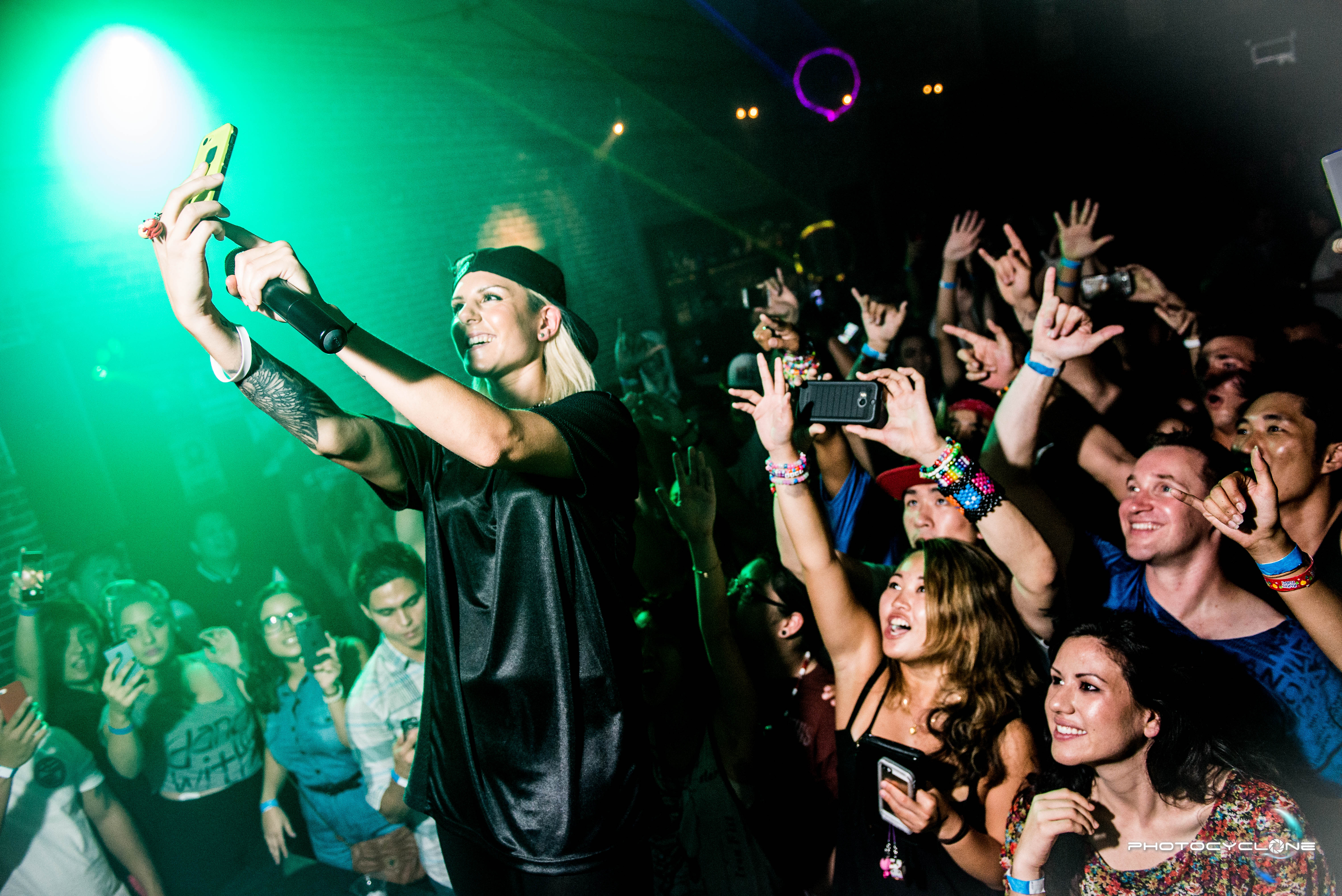
Nữ DJ Christina Novelli tự chụp hình trong một buổi trình diễn
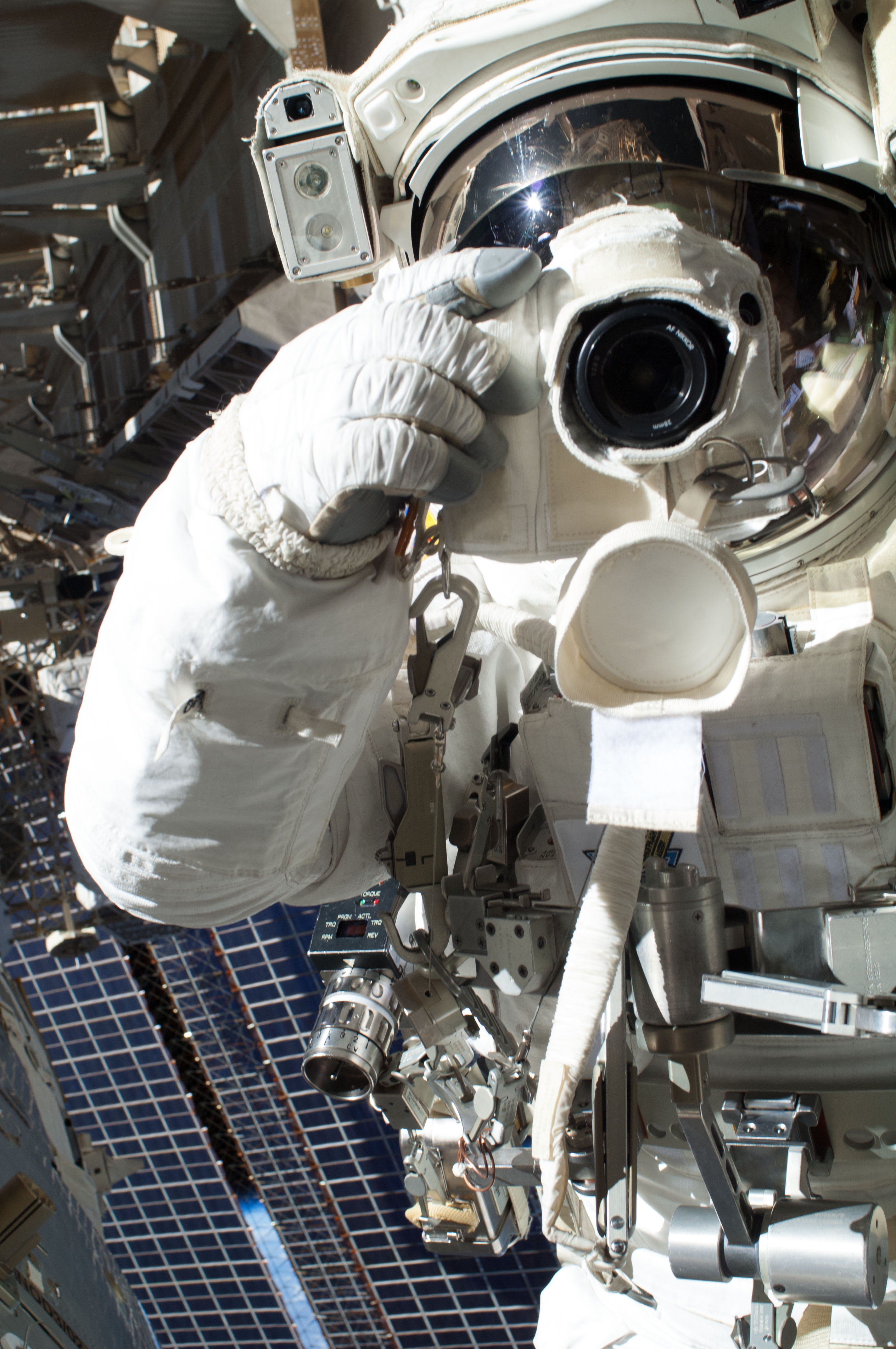
Phi hành gia Mỹ Chris Cassidy tự chụp hình vũ trụ
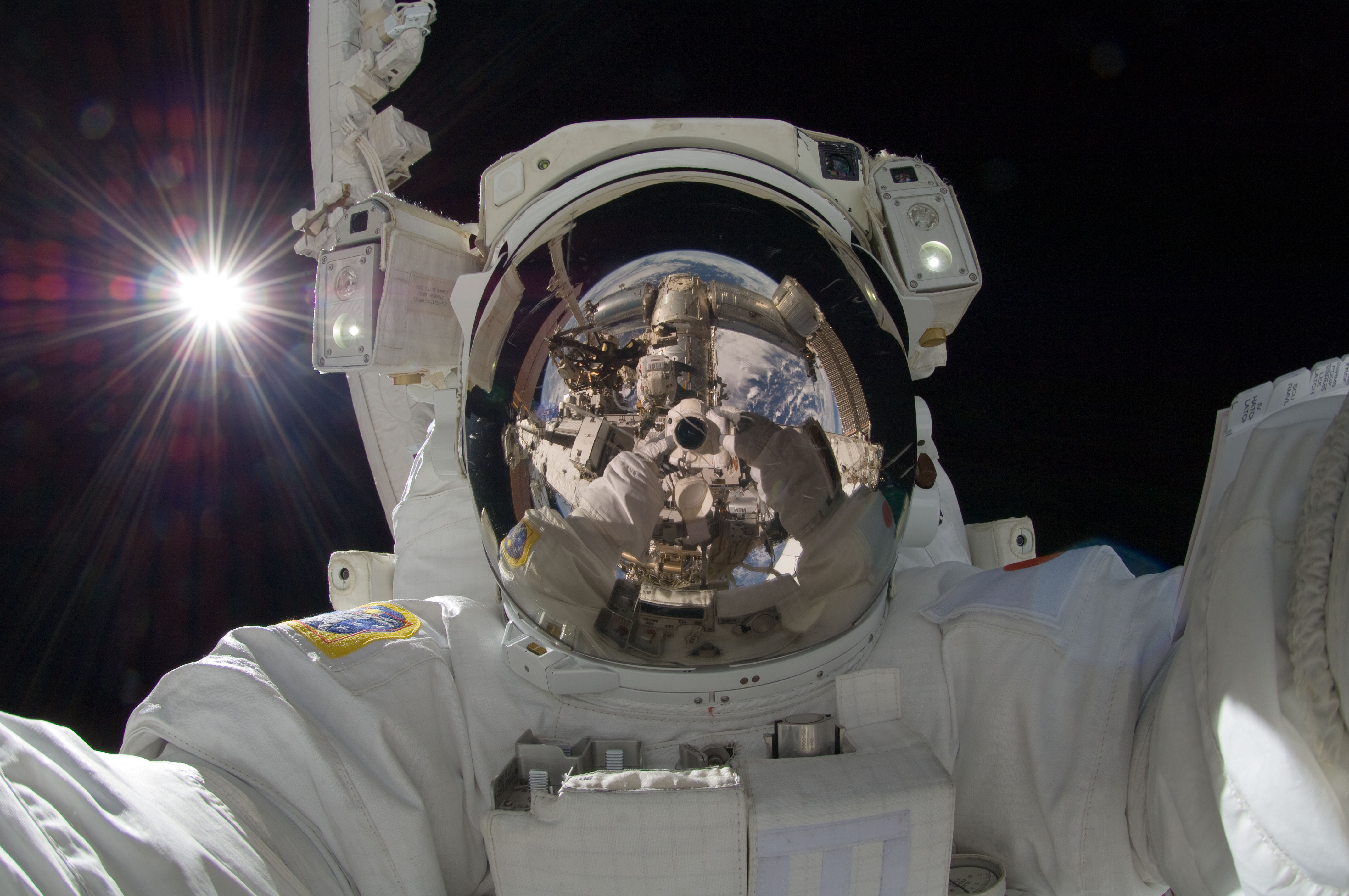
Phi hành gia và kỹ sư người Nhật Hoshide Akihiko tự chụp ảnh khi làm việc ngoài không gian lơ lửng trong chuyến bay lên trạm vũ trụ quốc tế vào tháng 9 năm 2012.
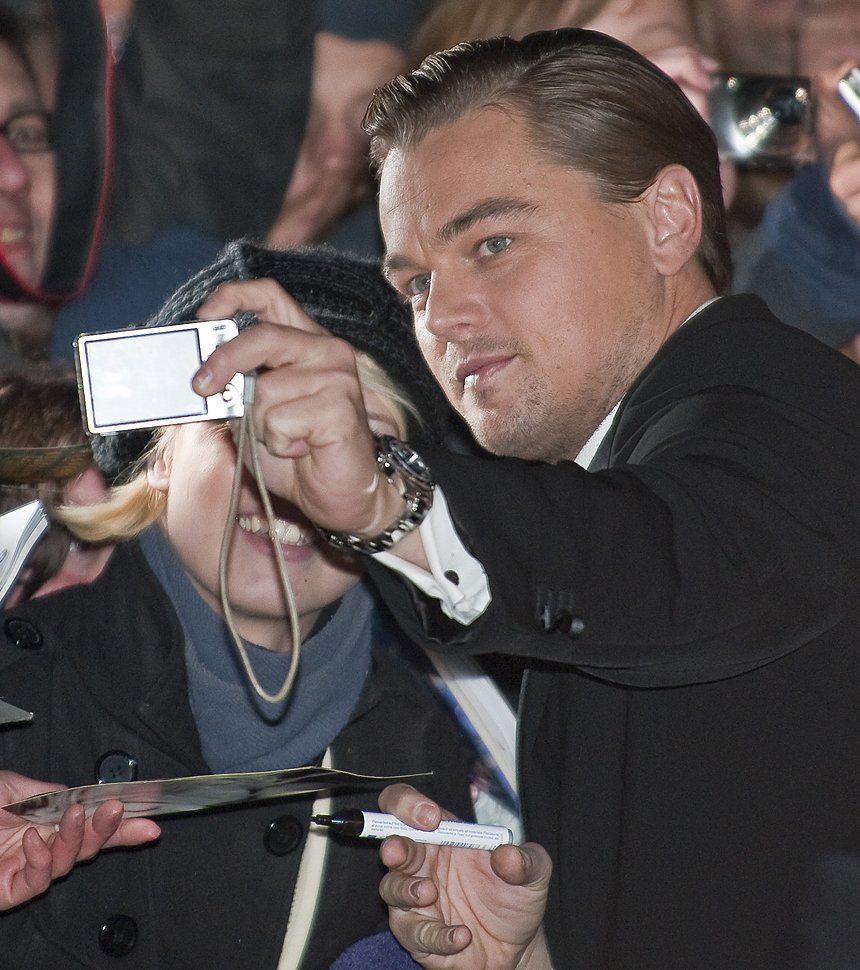
Leonardo DiCaprio tại Liên hoan phim Berlin 2010
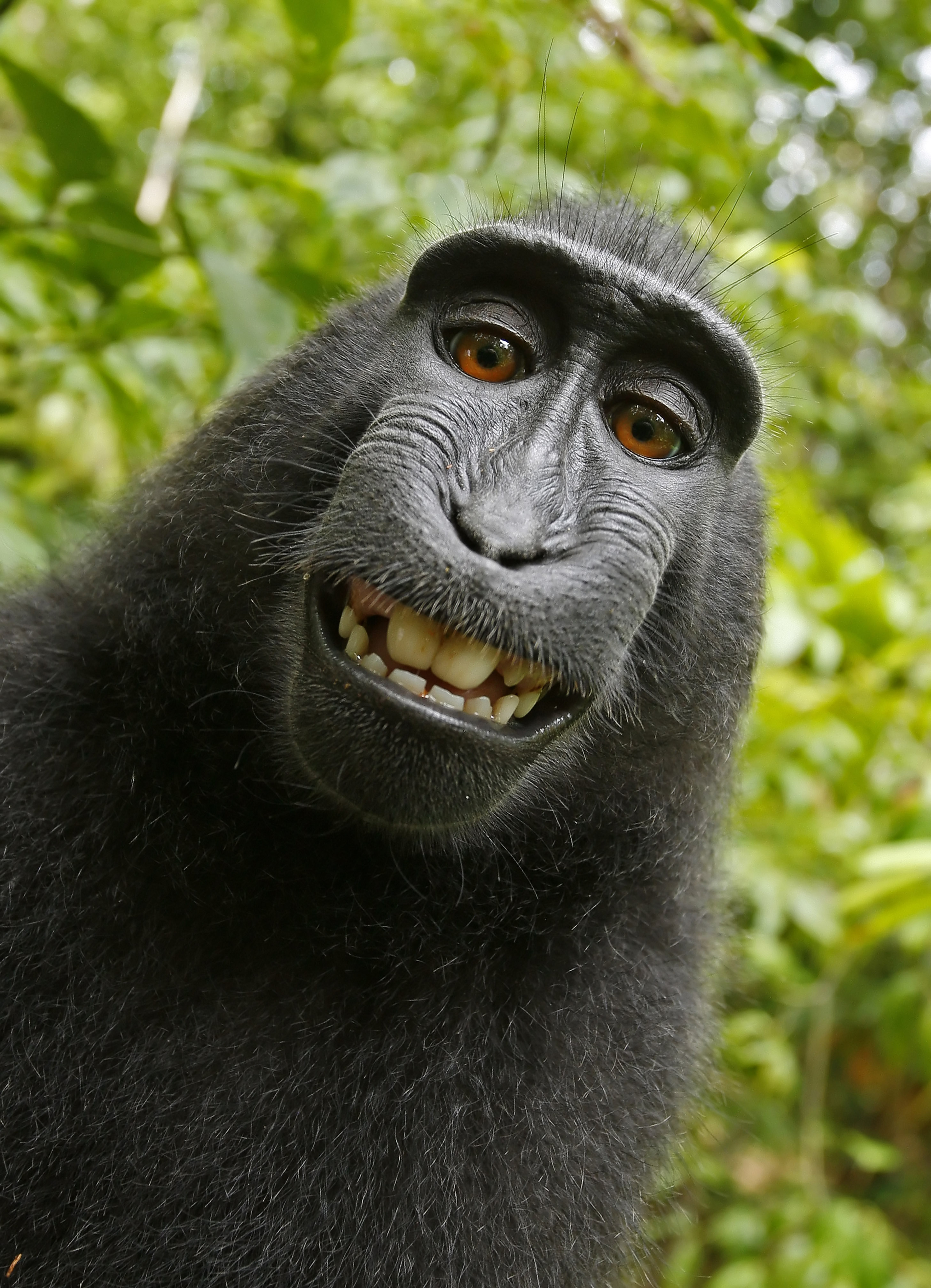
Ảnh tự chụp của khỉ